# Vanasjávri
Vanasjávri, enligt tidigare ortografi Vanasjaure, är en sjö i Gällivare kommun och Kiruna kommun i Lappland och ingår i Skjomavassdragets huvudavrinningsområde. Sjön har en area på 1,21 kvadratkilometer och ligger 860 meter över havet. Sjön avvattnas av vattendraget Gearbiljohka.
Förledet Vanas betyder båt, så Vanasjávri kan översättas till Båtsjön.

## Delavrinningsområde
Vanasjávri ingår i det delavrinningsområde (754263-158858) som SMHI kallar för Utloppet av Vanasjaure. Medelhöjden är 960 meter över havet och ytan är 7,09 kvadratkilometer. Räknas de 8 avrinningsområdena uppströms in blir den ackumulerade arean 68,88 kvadratkilometer.  Avrinningsområdets utflöde Gearbiljohka mynnar i den norska sjön Guovdelisjávri vars utflöde så småningom mynnar i Atlanten (fjorden Sör-Skjomen). Avrinningsområdet består mestadels av kalfjäll (83 procent). Avrinningsområdet har 1,21 kvadratkilometer vattenytor vilket ger det en sjöprocent på 17,1 procent.